# Bisan Owda
Bisan Owda, née en 1997, est une journaliste et cinéaste palestinienne.

## Carrière
Owda travaille avec les Nations unies sur l’égalité des sexes, en tant que membre du Forum Agora pour l’innovation en matière de genre des jeunes d’ONU Femmes. Owda également travaille avec l'Union européenne sur le changement climatique,, et est ambassadrice de bonne volonté de l'UE.
Owda produit une émission, Hakawatia, diffusée par Roya TV (en),.
Owda travaille pour le Fonds des Nations unies pour la population (UNFPA),.
En 2024, elle fait partie de la liste des femmes les plus influentes au monde du Financial Times.

## Guerre à Gaza
Au 15 octobre 2023, Owda accumule plus de 180 000 abonnés sur Instagram, et 665 000 une dizaine de jours plus tard.
Elle témoigne du quotidien et documente la vie des Gazaouis pendant la guerre à Gaza, à travers des vidéos postées sur les réseaux sociaux débutant généralement par « It’s Bisan from Gaza and I’m still alive » (« C'est Bisan de Gaza, et je suis toujours en vie »). Ses vidéos ont été partagées par ABC News,, Al Jazeera, la BBC et Le Monde.
Owda et ses parents fuient leur maison située dans le village de Beit Hanoun pour se réfugier à l'hôpital Al-Shifa, quand Tsahal ordonne aux gazaouis d'évacuer. Leur maison familiale et son bureau à Rimal sont tous deux bombardés, détruisant tout son matériel de tournage.
Le 2 novembre 2023, le Jerusalem Post déclare qu'Owda serait membre de l'équipe de propagande du Hamas, affirmant que ses messages retiennent l'attention de « personnalités bien connues associées à l'antisémitisme et aux théories du complot, dont Shaun King (en) ». Ils citent également une publication Instagram publiée par Owda le 7 octobre, dans laquelle elle dit : « Pour chaque action, il y a une réaction. Cela signifie : qu'attendait-on après 75 ans d'occupation et 17 ans de siège ? » en référence aux attaques du Hamas le même jour, et à ses informations selon lesquelles les forces israéliennes ont bombardé l'hôpital Al-Ahli et « qu'Israël tue des gens qui fuient vers le sud ».
Owda est témoin de la frappe aérienne de l'ambulance d'Al-Shifa le 3 novembre 2023.

## Vie privée
Sur l'une de ses vidéos, Owda dit venir d'un village dans la bande Nord de Gaza. Elle y aurait assisté, en visite chez ses grands-parents, à la destruction de leur plantation d'orangers par les forces israéliennes à l'âge de quinze ans[réf. nécessaire].